# Jardin des Poètes (Mont-Saint-Aubert)
Pour le square de Paris, voir Jardin des Poètes.
Le Jardin des Poètes est un carré du cimetière de l'église Saint-Aubert de Mont-Saint-Aubert, section de Tournai, en Belgique. Il comporte dix tombes, à savoir celles de Maurice Gérin, Gilbert Delahaye, Madeleine Gevers-Malfaire, Roger Bodart, Géo Libbrecht, Robert-Lucien Geeraert, Rachel De Guide, Robert Léonard, et Colette Nys-Mazure, cette dernière étant encore en vie. Les conjoints et conjointes sont également inhumés dans le cimetière. Inauguré en 1971, les tombes ont été placées en arc-de-cercle par l'architecte tournaisien Léopold Henno.

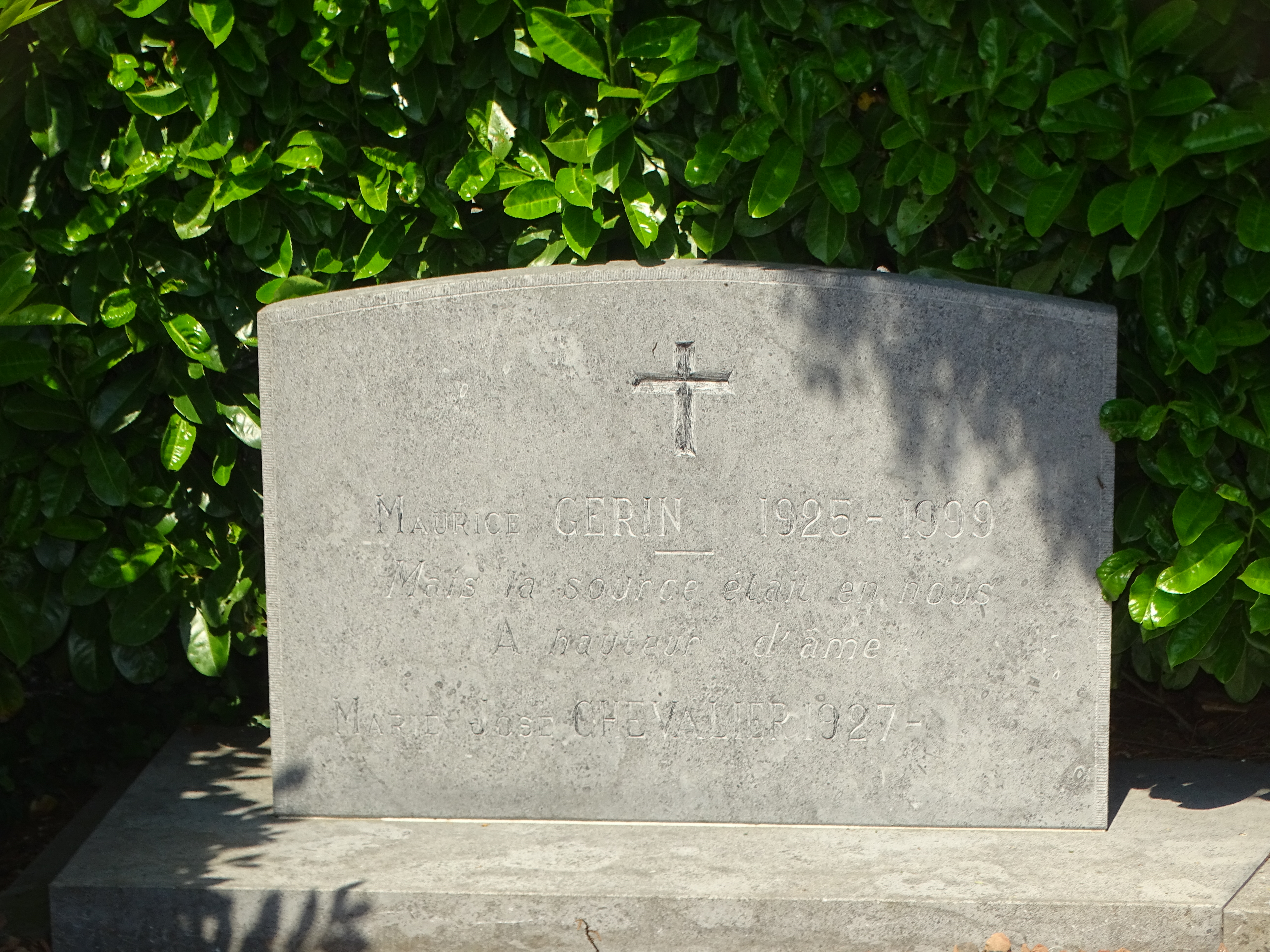
Tombe de Maurice Gérin.
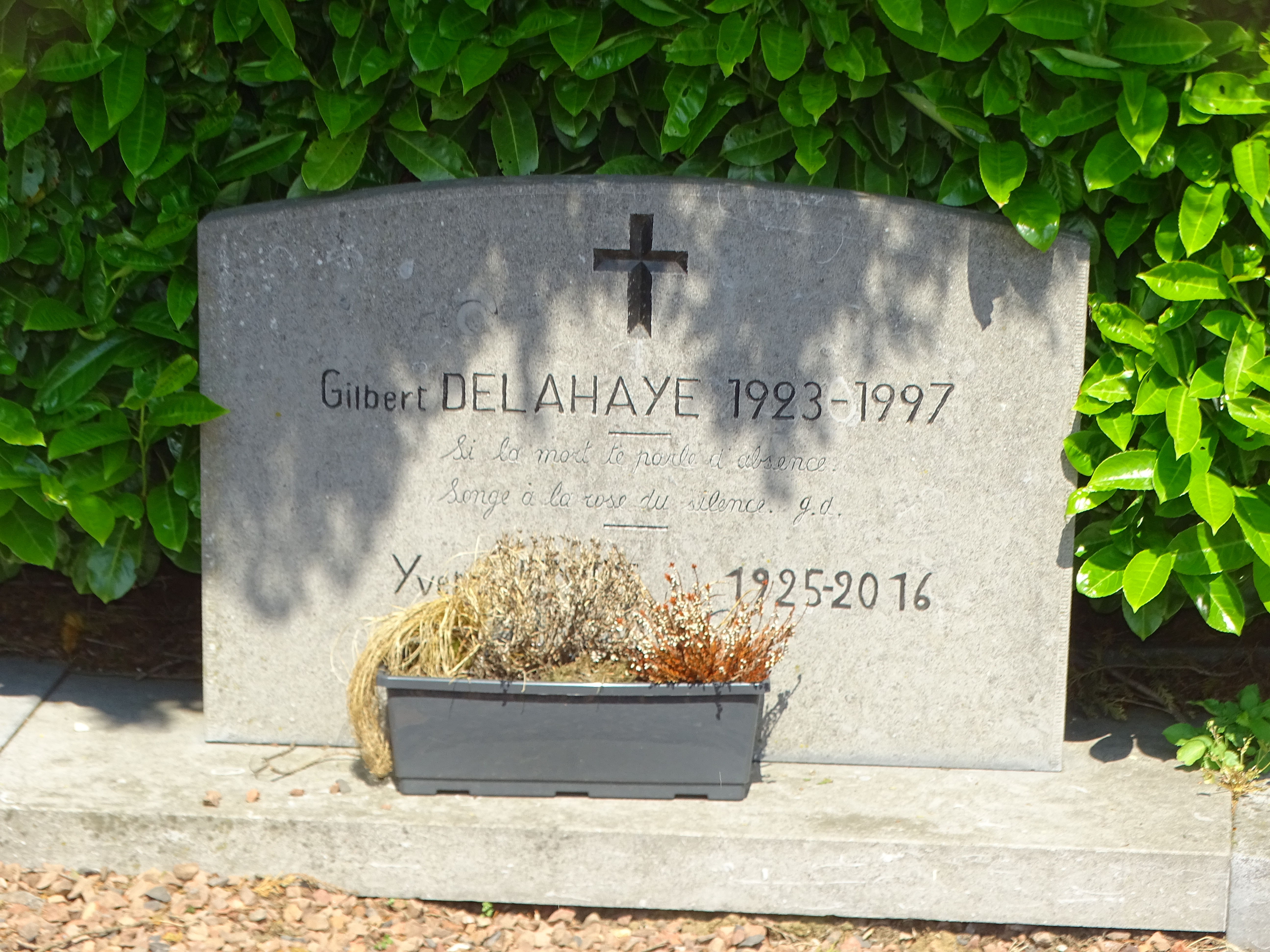
Tombe de Gilbert Delahaye.
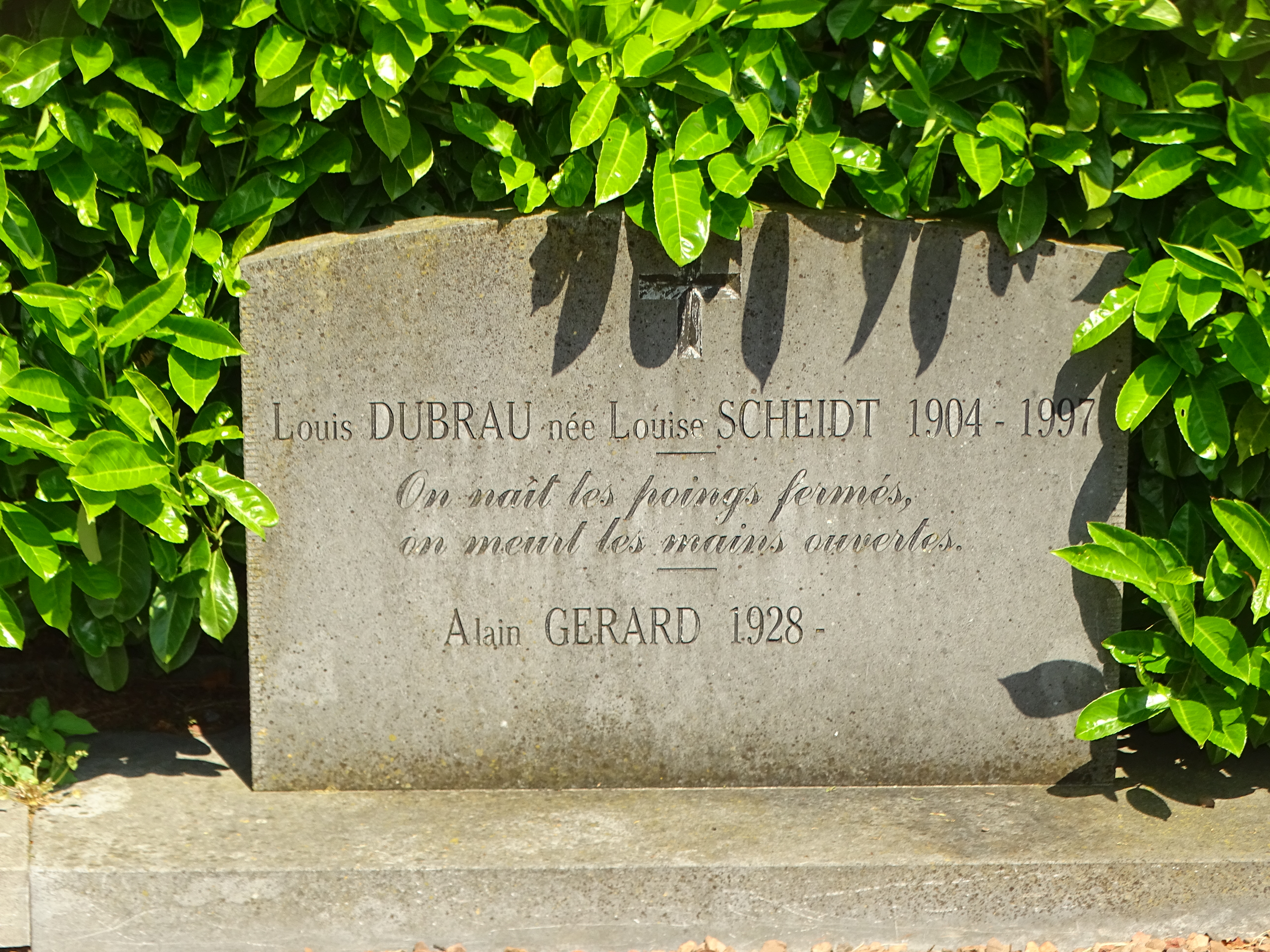
Tombe de Louis Dubrau née Louise Scheidt.
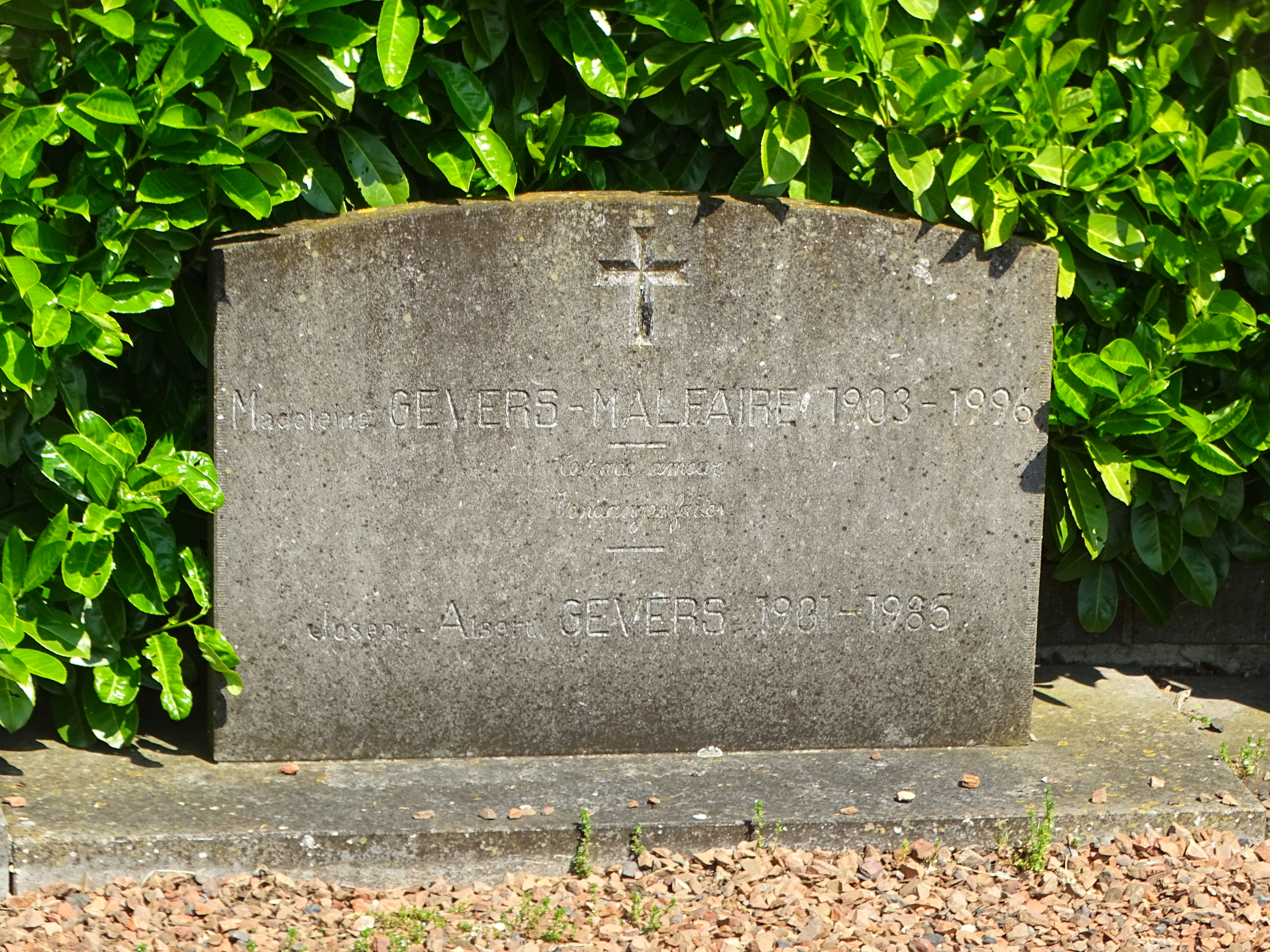
Tombe de Madeleine Gevers-Malfaire.
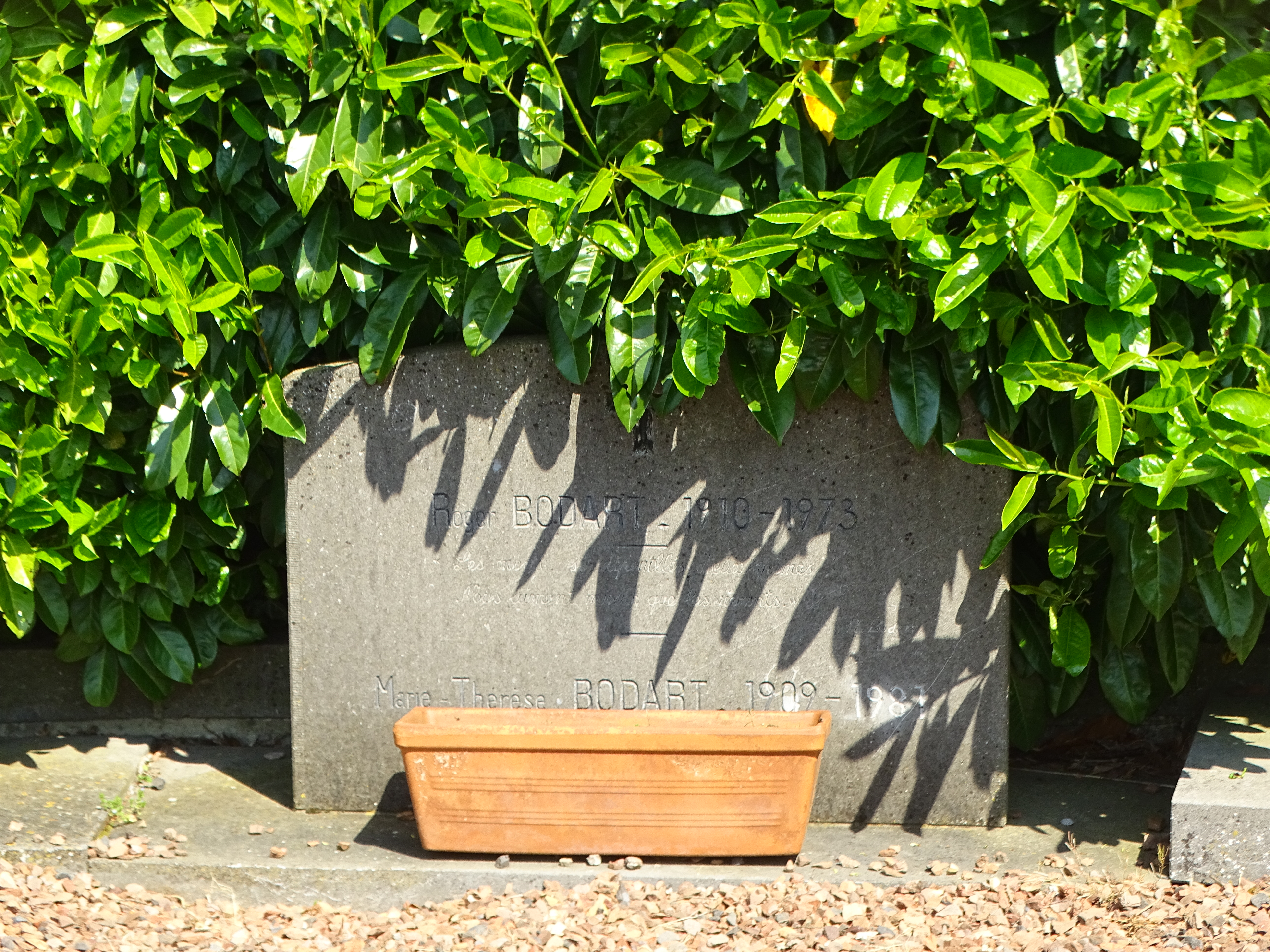
Tombe de Roger Bodart.
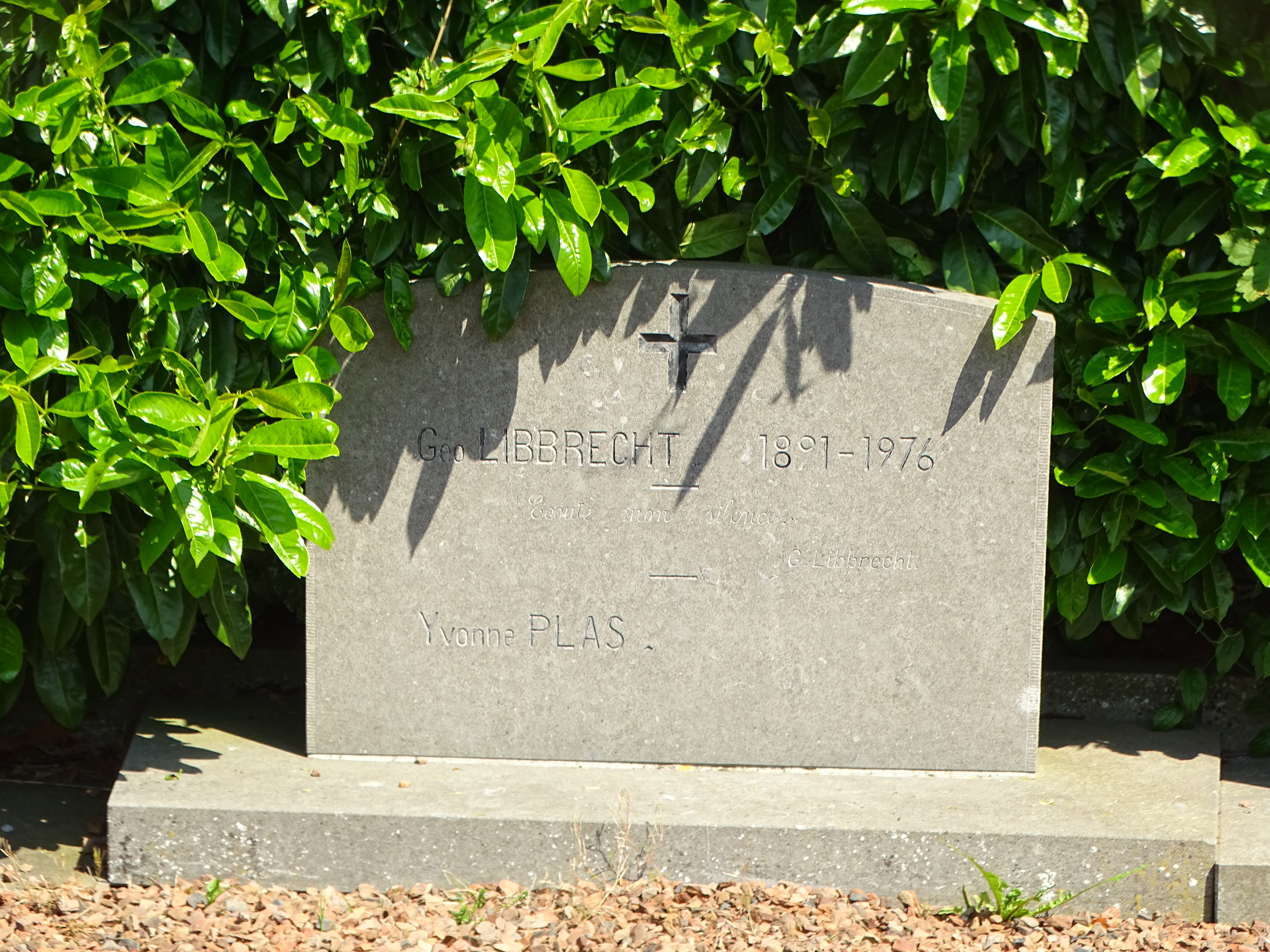
Tombe de Géo Libbrecht.
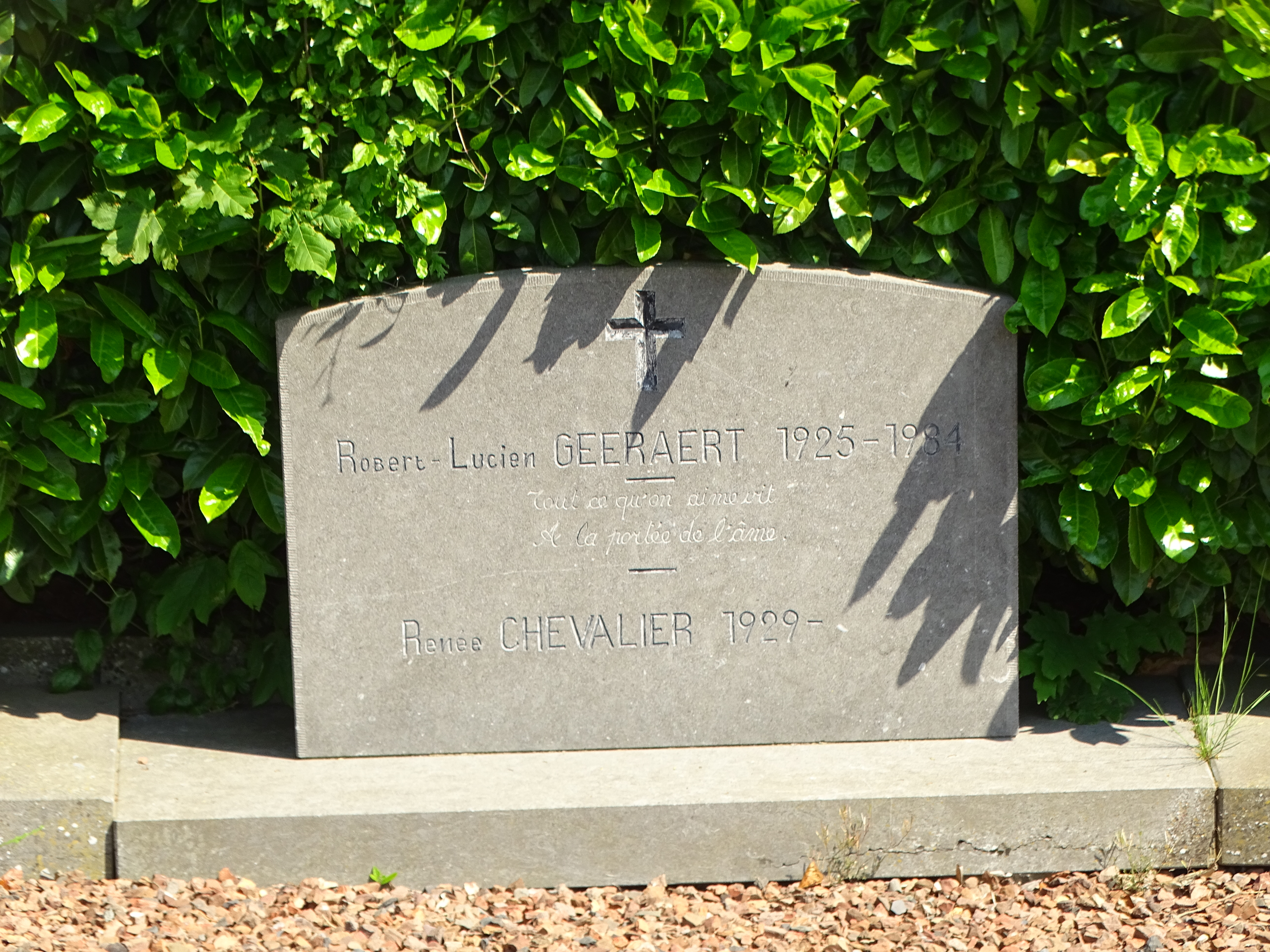
Tombe de Robert-Lucien Geeraert.
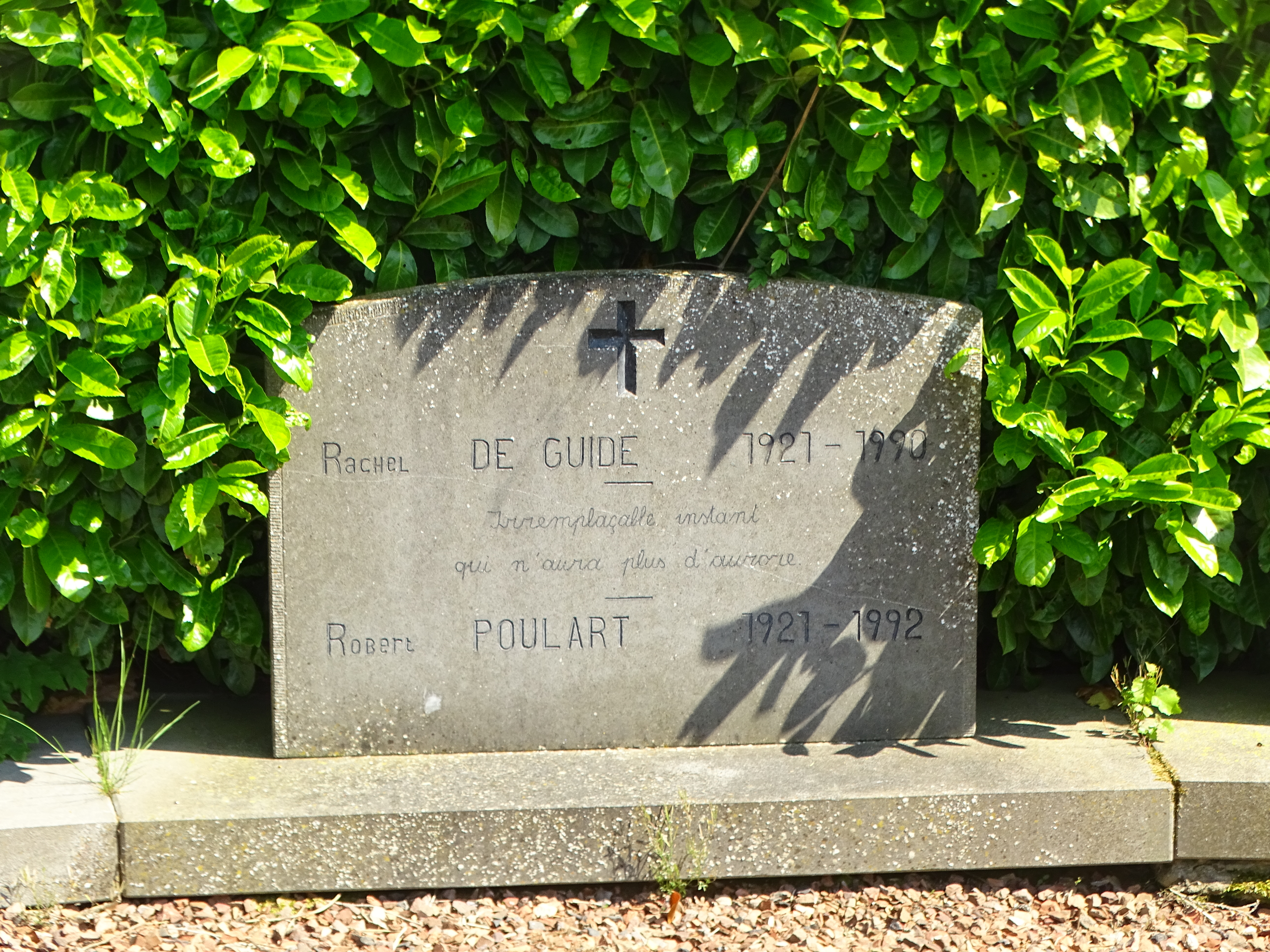
Tombe de Rachel De Guide.
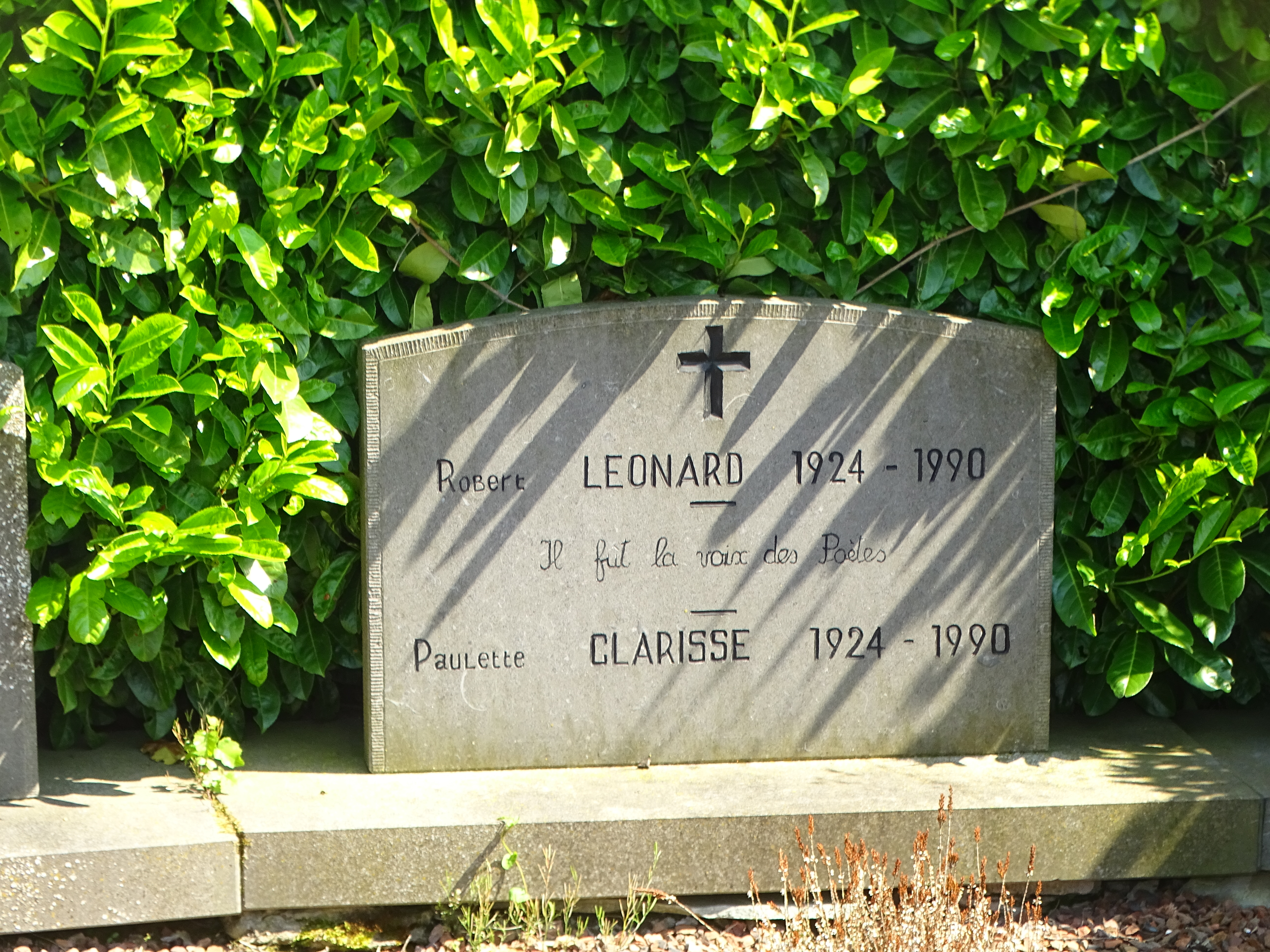
Tombe de Robert Léonard.
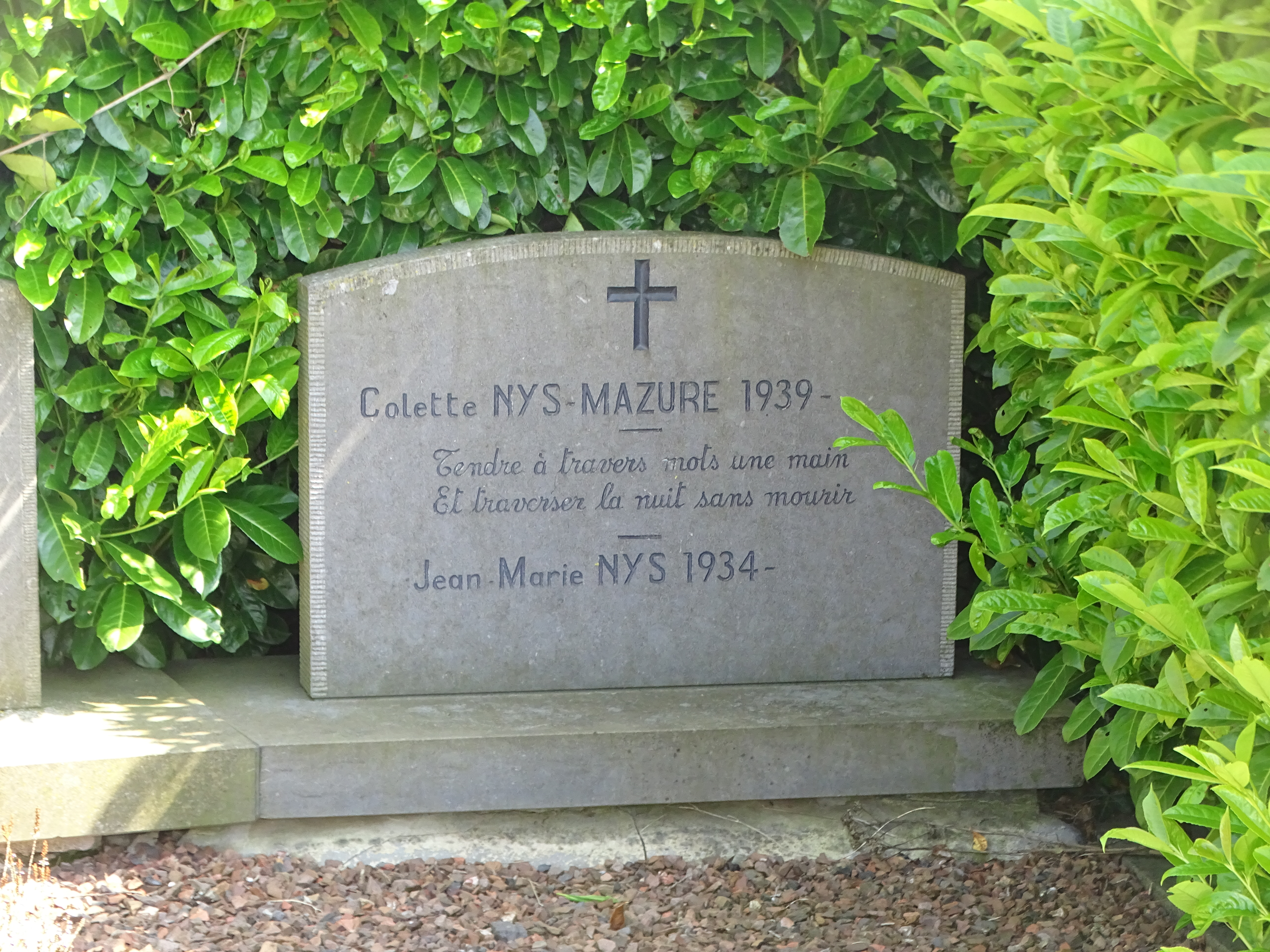
Tombe de Colette Nys-Mazure.